# Berni Searle

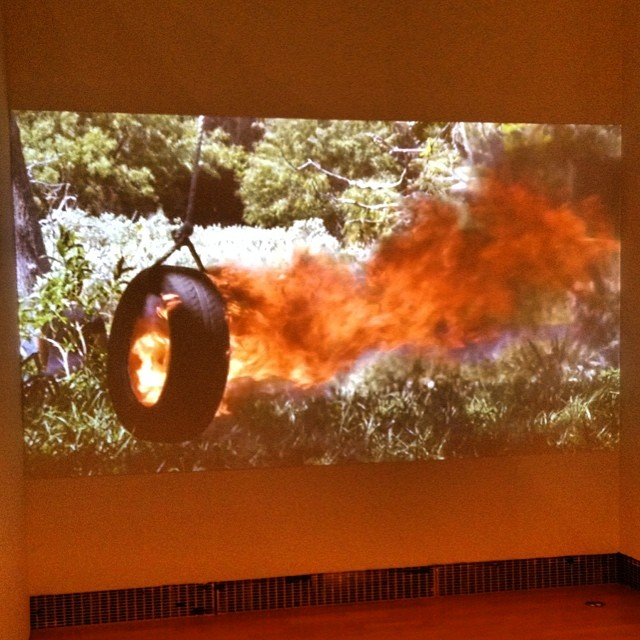
Exposition du travail de Berni Searle

Berni Searle, née le 7 juillet 1964, est une artiste sud-africaine qui utilise la photographie, la vidéo, le cinéma, pour mettre en scène des récits liés à l'histoire, à la mémoire et aux lieux. Souvent engagée politiquement et socialement, son travail s'inspire aussi des émotions universelles associées à la vulnérabilité, à la perte et à la beauté.
Berni Searle vit et travaille au Cap. Elle est professeur associé à la Michaelis School of Fine Art de l'Université du Cap.

## Eléments biographiques et travaux
Née en 1964,, elle obtient un premier diplôme en beaux-arts en 1987 et un diplôme d'études supérieures en éducation en 1988 de la Michaelis School of Fine Art à l'Université du Cap.
Elle enseigne ensuite l'art dans une école secondaire du Cap pendant deux ans, puis revient à la Michaelis School, s'inscrivant au programme de maîtrise en sculpture en 1992. Bien que ce soit clairement un temps précieux pour accumuler une expertise technique et consolider une affinité pour la forme tridimensionnelle - élément encore visible dans ses œuvres photographiques aujourd'hui - une recherche sur la forme et le contenu de ses créations s'est poursuivie. L'ensemble de ses œuvres présentées à la maîtrise en beaux-arts en 1995 montre des structures abstraites et volumineuses en ciment, ciment fondu, acier, fil de fer, bronze et verre qui semblent en quelque sorte incongrues par rapport aux œuvres plus intimes et plus lyriques par lesquelles elle s'est fait connaître ensuite. Créés un an après les premières élections démocratiques, ces travaux ont pour but de questionner les idéaux euphoriques de la nation et l'idée de la construction de la nation dans un lexique fortement médiatisé, voire régulé, par le contexte et l'instruction.
Dans ses œuvres ultérieures, elle utilise des tirages photographiques numériques à grande échelle, des matériaux trouvés et des  films. Le travail de Searle englobe des récits de performance, et sa propre personne en tant que figure pour incarner l'histoire, la mémoire de la terre et des lieux. Elle est en effet connue pour utiliser son propre corps dans ses pièces telles que Girl de la série Colour Me. Son travail traite de l'histoire de l'Afrique du Sud, de la conscience de sa propre couleur de peau,  de la consommation du corps d'une femme en tant que marchandise, et du pouvoir de confrontation de ce même corps dans lequel résident tant de mythes, de désirs et de nécessité,.

## Récompenses
- UNESCO/AICA :Prix à la Biennale du Caire en 1998
- Prix du Dak'art, Biennale de Dakar 2000
- Bourse Civitella Ranieri  en 2001
- Standard Bank Young Artist Award en 2003
- Rockefeller Bellagio Creative Arts Fellow en 2014

### Nominations et sélection finale
- FNB VITA Art Award en 2000
- Daimler-Chrysler Award for South African Contemporary Art en 2000
- Artes Mundi Award en 2004

## Principales expositions

### Expositions personnelles
- 2011: Rétrospective et Interlaced : Frac Lorraine, Metz, France Frac Lorraine, Metz, France[2]
- 2011: Interlaced (Entrelacé) De Hallen, la Tour du Beffroi, Bruges ; Museum voor Moderne Kunst Arnhem (MMKA), Arnhem, Pays-Bas
- 2011: Shimmer, Stevenson Gallery, Cape Town
- 2012: Black Smoke Rising Trilogy, Ron Mandos gallery, Amsterdam, Pays-Bas
- 2013: Refuge, La Galerie Particulière, Paris

### Expositions collectives
- 1997: 2ème Biennale de Johannesburg
- 2001: Biennale de Venise
- 2005: Biennale De Venise
- 2011 : She Devil(Elle le diable), Musée d'art contemporain de Rome (MACRO)
- 2010 : Pictures by Women: A History of Modern Photography (Photos par les femmes : une histoire de la photographie moderne, Museum of Modern Art, New York.
- 2010-2011: The Dissolve, 8e Biennale Internationale, Santa Fe, Nouveau-Mexique
- 2011: Figures & Fictions: Contemporary South African Photography, Victoria and Albert Museum, Londres, 2011[5]
- 2012: The Human Condition (La Condition Humaine,, Bradbury Galerie, Université d'État de L'Arkansas
- 2013: Terminal. Dans le cadre du programme Land, dans divers endroits du Cap. Organisé par GIPCA, Jean Brundrit, Svea Josephy et Adrienne van Eeden Wharton
- 2014: Public Intimacy. Art and Other Ordinary Acts in South Africa (De L'Intimité publique. De l'Art et d'autres lois ordinaires en Afrique du Sud), Yerba Buena Center for the Arts en collaboration avec le Musée d'art moderne de San Francisco, San Francisco,
- 2014: Earth Matters, Musée national d'art africain, Smithsonian Institution, Washington
- 2015: Distance and Desire: Encounters with the African Archive (la Distance et le Désir: Rencontres avec les archives des pays d'Afrique), Walther Collection, Ulm, en Allemagne. Organisée par Tamar Garb